# CZ Scorpion EVO 3

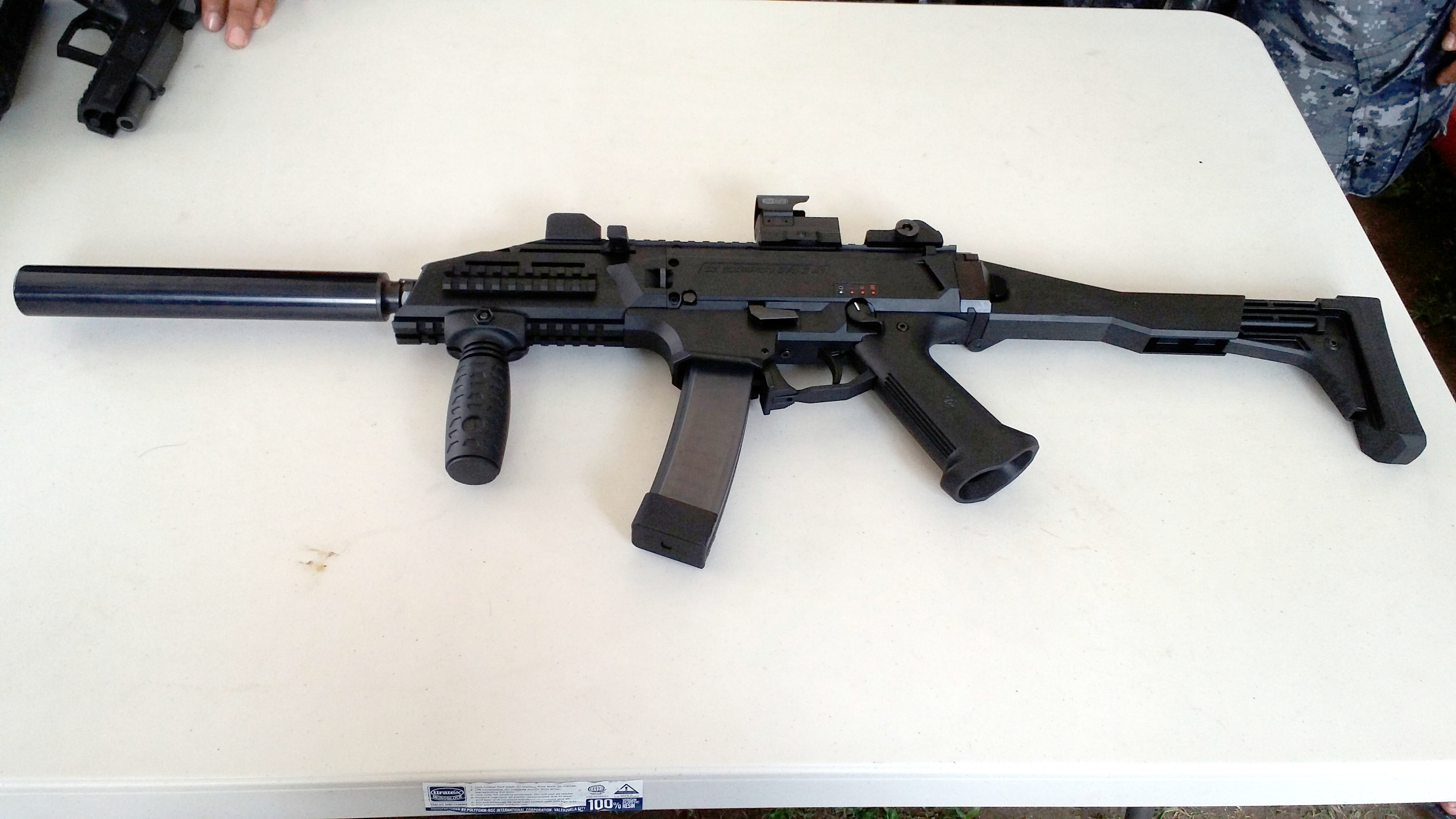
Scorpion Evo 3, kterou používá speciální jednotka Philippine Coast Guard.

CZ Scorpion Evo 3 je moderní samopal ráže 9 × 19 mm vyráběný firmou Česká zbrojovka Uherský Brod. Je dostupný v provedení A1, střelba dávkami, omezenými třírannými dávkami a jednotlivými ranami, či S1, samonabíjecí varianta. EVO 3 označuje třetí generaci českých samopalů, kterou započal československý Samopal vzor 61 Škorpion.

## Design
Scorpion Evo 3 se vyvinul ze slovenského samopalu Laugo a ke střelbě používá střelivo ráže 9×19 mm. Je to lehký a kompaktní samopal, který je designově navržen na manévrování v stísněném prostoru. Samočinná varianta A1 je vybavena přepínačem střelby, který umožňuje nastavení čtyř módů: zajištěno (pojistka, střelba je mechanicky zakázána), střelba dávkami, omezenými třírannými dávkami a jednotlivými ranami. Samonabíjecí varianta S1 má jenom dva módy: zajištěno a samonabíjecí. Standardní verze je vybavena sklopnou, nastavitelnou a odnímatelnou pažbou pro snadnou přepravu zbraně. Tělo zbraně je opatřeno standardními montážními lištami pro přidání dalšího vybavení, jako je rukojeť, mířidla, svítilna či laser.
|  |  |

## Uživatelé
- Argentina – policie Tucumánu
- Bolívie – Bolivijské státní policejní jednotky
- Česko – Armáda České republiky, Policie České republiky, Vězeňská služba České republiky a Celní správa České republiky
- Egypt – Egyptská státní policie[3]
- Indonésie – strategické komando Kostrad[4]
- Maďarsko
- Malajsie – Malajská královská policie[5]
- Malta – Maltské policejní jednotky
- Panama – ochranka prezidenta
- Paraguay – speciální protidrogové jednotky
- Filipíny – speciální jednotka Philippine Coast Guard[6]
- Rumunsko - rumunské četnictvo[7]
- Srbsko – speciální jednotky[8]
- Rwanda – mírotvorci[9]
- Thajsko – Thajská královská policie[10]
- Vietnam – Veřejná bezpečnost Vietnamu[11]
- Tunisko – Prezidentská garda